# Chamber pop
El chamber pop (a veces llamado ork-pop, abreviatura para "pop orquestal") es un tipo de indie pop que se caracteriza por un énfasis en la melodía y la textura, el uso complicado de instrumentos de cuerda, cuernos, piano y armonías vocales, y otros elementos tomados del pop orquestal y el easy listening de la década de 1960. Artistas como Burt Bacharach, The Beatles y Brian Wilson de The Beach Boys (especialmente en el álbum de la banda Pet Sounds) dieron cuenta de la fundación inicial del género.
A mediados de la década de 1990, el chamber pop se desarrolló como un subgénero del indie rock o el indie pop, en el cual los músicos se opusieron a las guitarras distorsionadas, la estética lo-fi, y simples arreglos comunes a los grupos de rock alternativo o rock moderno de la era. En Japón, el movimietno fue paralelo al Shibuya-kei, otro género indie que fue formado en el mismo fundamento de influencias. Hacia la década del 2000, el término "chamber pop" sería inconsistentemente aplicado a una variedad de bandas cuyo trabajo atrajo comparaciones a Pet Sounds.

## Definición y comienzos

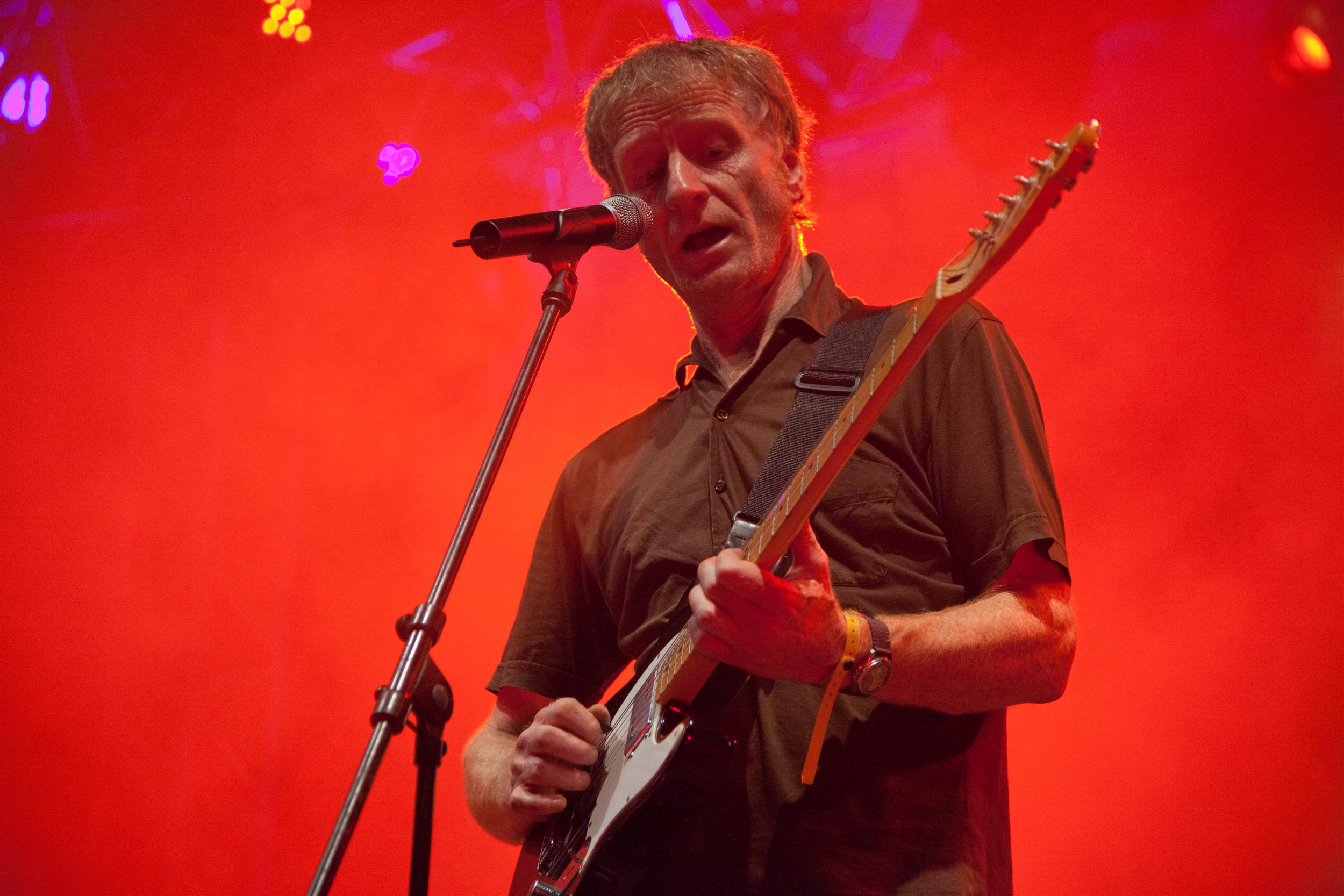
The High Llamas tocando en 2011 (el líder Sean O'Hagan en la fotografía)

La combinación de secciones de cuerdas y música rock ha sido llamado "pop sinfónico", "chamber pop", y "ork-pop" (abreviatura para pop orquestal). El ork-pop se refiere a una rama de músicos de rock clandestinos que compartían una afinidad con el álbum de 1966 de The Beach Boys Pet Sounds, como The High Llamas y las bandas del colectivo Elephant 6. De acuerdo a David Jerman de CMJ, el nombre fue la creación de las críticas del rock, "abarcando a todos desde los admiradores de Bacharach y Mancini". El chamber pop es estilísticamente diverso. AllMusic afirma que el género lleva consigo el "espíritu" del pop barroco de la década de 1960, mientras los escritores culturales Joseph Fisher y Brian Flota lo llaman el "heredero" del pop barroco. Fuertemente influenciado por orquestaciones de Burt Bacharach, Brian Wilson y Lee Hazlewood, los artistas del chamber pop se enfocaban de nuevo en la melodía y la textura. Otra fuerte fuente de influencia fue el cantante Scott Walker. Jim Farber de New York Daily News resume el género; "piensa que Donovan conoce a Burt Bacharach".
Newsmakers cree que Pet Sounds de The Beach Boyes ayudó a definir el chamber pop como "íntimo, canciones compuestas con precisión con el triunfo del rock, pero sin su clamor de blues". Luego de este álbum estaba el trabajo no finalizado Smile entre 1966–67, una colaboración entre Brian Wilson y el letrista Van Dyke Parks que además influenció fuertemente al género. De acuerdo a Sean O'Hagan de The High Llamas, Pet Sound ha sido "el comienzo de un gran experimento pop. Pero no se pudo proseguir, porque el rock and roll se apoderó de toda la cuestión y se detuvo. El pop no se despegaría otra vez hasta esta década  [los 1990s]." El autor Carl Wilson (sin relación) dijo de Brian que su "la vulnerabilidad dolorida", "los usos de instrumentos nada convencionales", "las armonías complicadas" y "la saga Smile por sí misma" se convirtieron en un punto común de referencia para las bandas de chamber pop. Solo los artistas ork-pop compartían un amor por Wilson, además de que ellos tenían admiración por el trabajo del otro. A finales de la década de 1980, la mayoría de las producciones de Louis Phillipe para él Records hicieron también un uso sofisticado de las orquestas y las voces que incorporaban y definían el estilo del chamber pop.
El chamber pop fue parte de la gran tendencias que involucraba a músicos que rechazaban la convenciones tradicionales del rock, como Tortoise y Stereolab, aunque estas bandas en especial no son consideradas ork-pop. La orquestación del género es típicamente más compleja que la música rock, haciendo uso extenso de instrumentos de viento metal e instrumentos de cuerda. Esto se tomó del renacimiento de la música easy listening de la década de 1990, pero se evitó cualquier influencia de otros estilos contemporáneos como el grunge, la electrónica o la música alternativa, particularmente el siseo y distorsión del último. Aunque los grupos de rock moderno como Smashing Pumpkins, Oasis, y R.E.M. ocasionalmente usaban instrumentos de cuerda, su cercanía era considerada menos compleja. The High Llamas fue una de las primeras en anticipar la moda del easy-listening con su álbum debut de 1993 Gideon Gaye. O'Hagan sentía que "Existe este gran malentendido de que el college rock estadounidense con gorras de béisbol retorcidas y camisas a cuadros es aventurero, pero es más conformista, cosa corporativa por ahí." con Eric Matthews añadiendo "Todas estas bandas suenan como Nirvana y Pearl Jam. Es una vergüenza que no pudo ser descubierta desde el comienzo para lo que es. Mucho de esto es sólo simple rock tonto."

## Emergencia y popularidad
| Aburridos por la simplicidad de tres acordes del grunge y neo-punk, una nueva variedad de popsmiths está volviendo a tales inspiraciones como Brian Wilson, Burt Bacharach y Phil Spector, en la búsqueda para construir la perfecta obra maestra del pop orquestal. [...] su música ofrece una alternativa para esos que han crecido cansados de las guitarras distorsionadas y las voces angustiadas. ——Craig Rosen, escrito en Billboard, 1996 |

Fisher y Flota localizaron el chamber pop hasta "al menos" mediados de la década de 1990. Según Natalie Waliek del minorista musical Newbury Comics, el entonces «renovado interés en la psicodelia» y la «superposición con la música cocktail-Lounge, porque esa música  [además] tiene orquestaciones», probablemente contribuyó a las ventas de álbumes ork-pop, pero los artistas estaban restringidos a solo un grado moderado de éxito comercial. La mayoría de los músicos tenían una edad de más de 20 años, y muchos lucharon para alcanzar las ventas o éxito radial comparado con el rock moderno. En el pasado, las compañías de grabación habían ayudado a facilitar grandes bandas multiinstrumentales financiando instrumentos como cuerdas, cuernos y teclados en los álbumes de los artistas, pero esto se volvía menos frecuente según el tiempo pasaba. Ir de gira con el conjunto completo de cuerdas e instrumentos de viento metal también daba dificultad a algunos, los cuales se volvieron otro factor que evitaba en éxito mainstream del género.
En Japón, un género paralelo era el desarrollo del Shibuya-kei, el cual además retomaba la tendencia de instrumentos como cuerdas y cuernos en sus arreglos. El género fue informado por la música pop clásica del oeste, especialmente los dominios orquestales fueron ocupados por Burt Bacharach, Brian Wilson, Phil Spector y Serge Gainsbourg. Distinto a otras escenas musicales japonesas, sus audiencias no necesariamente se cruzaba con los fandoms de ánime, sino más bien con entusiastas de indie pop. Esto fue parcial porque muchas de sus bandas fueron distribuidas en los Estados Unidos a través de sellos independientes como Matador y Grand Royal. Shibuya-kei finalmente llegó a la cima a finales de la década de 1990 y declinó después de que sus principales músicos comenzaron a moverse a otros estilos musicales.
En un perfil de 1996 de ork-pop, Craig Rosen enlista ejemplos que incluyen a Yum-Yum, the High Llamas, Richard Davies, Eric Matthews, Spookey Ruben, Witch Hazel, and Liam Hayes (Plush). Matthews, quien era compañero de Davies para el dúo Cardinal, fue considerado como la figura a la cabeza en el ork-pop. Maria Schurr de PopMatters en una revisión retrospectiva del álbum debut epónimo de 1994 de Cardinal; "en algunos círculos, [ha sido] llamada la pregunta de la era del grunge a Pet Sounds, y, aunque no ha sido tan ampliamente citado como el clásico de The Beach Boys, ha influenciado indudablemente más fuera del equilibrio indie popsters que uno esperaría." El reportero musical Jim DeRogatis asocia el movimiento ork-pop y el chamber pop a bandas como Yum-Yum, Cardinal and Lambchop.

## 2000–presente
Para el año 2009, el término "chamber pop" había caído en maluso general: como sugiere el escritor y autor Scott Miller, «tuvo más sentido aplicado a los Fleet Foxes que a otras ventas a las que he visto aplicárselo desde entonces». Además observó que Pet Sounds se había vuelto un objeto ubicuo de comparación: «[Si la gente] está feliz sobre eso, tengo que pellizcarme y reflexionar que nunca pensé que vería llegar ese día.» Brian Roster de Treblezine escribió que el álbum de Grizzly Bear Veckatimest fue «un punto de referencia de exportación de los cambiantes escenarios del pop en 2009» que representó un intento de crear «un tipo de conclusión abreviada para los inicios del chamber pop».